# Liste des phares de l'Oregon
Liste des phares de l'Oregon : L'aide à la navigation maritime aux États-Unis est gérée par la Garde côtière américaine, et les phares de l'Oregon sont entretenus par le Coast Guard District 13 (en) (District 13 de la Garde côtière)  basé à Seattle.
Les phares de l'état bénéficient du soutien de groupes locaux associés au sein de l'Oregon Chaper of the U.S. Lighthouse Society. Plusieurs phares sont inscrits au Registre national des lieux historiques. (avec *)

## Comté de Multnomah
- Phare de Willamette River (Détruit)
- Phare de Warrior Rock (île Sauvie)

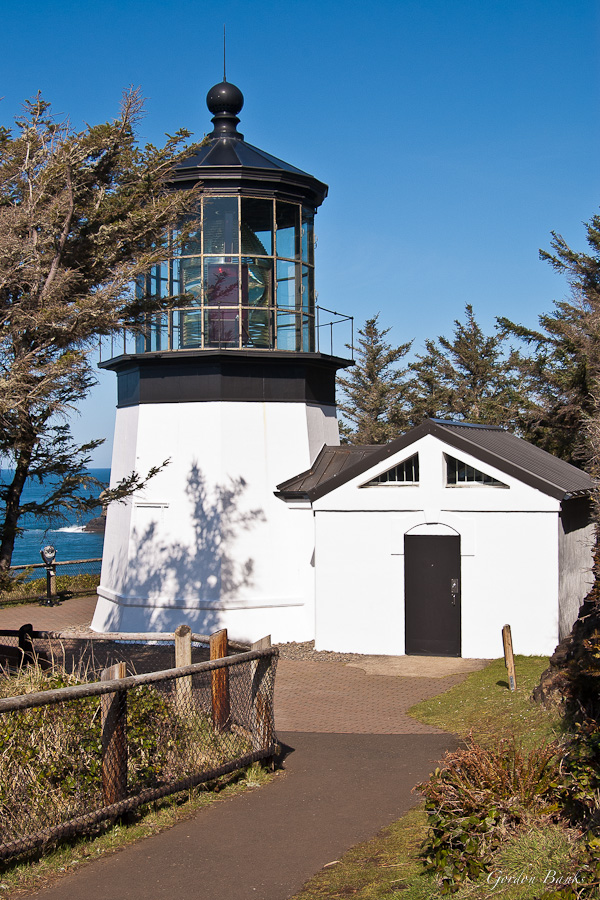
Cape Meares

## Comté de Clatsop
- Phare de Desdemona Sands
- Phare de Point Adams (Inactif)
- Phare de Tillamook Rock (Inactif) *

## Comté de Tillamook

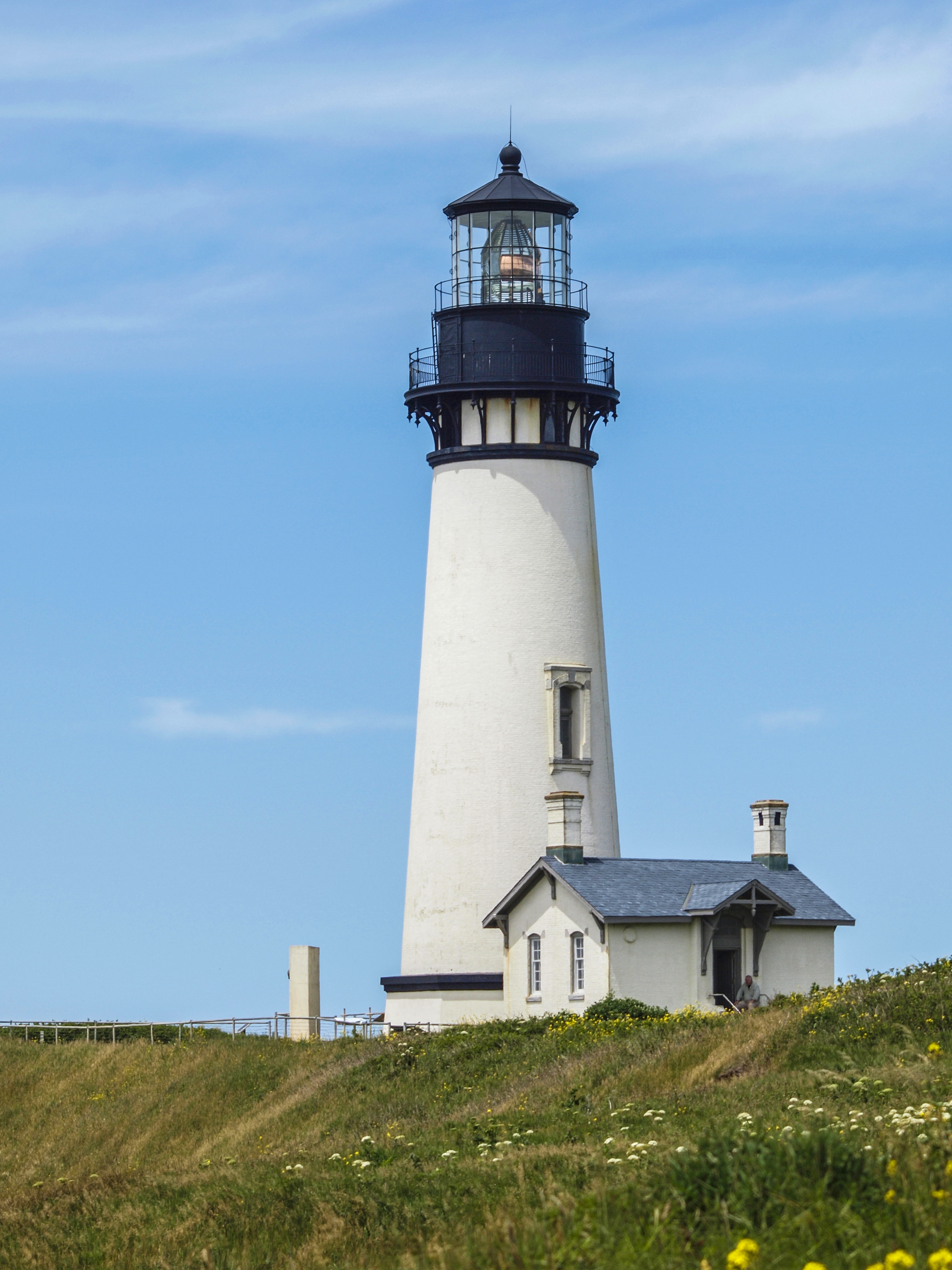
Yaquina Head

- Phare de Cape Meares (Inactif) *

## Comté de Lincoln
- Phare de Yaquina Head *
- Phare de Yaquina Bay *
- Phare de Cleft of the Rock

## Comté de Lane
- Phare d'Heceta Head *

## Comté de Douglas
- Phare d'Umpqua River *

## Comté de Coos
- Phare du cap Arago (Inactif) *
- Phare de Coquille River (Inactif) *

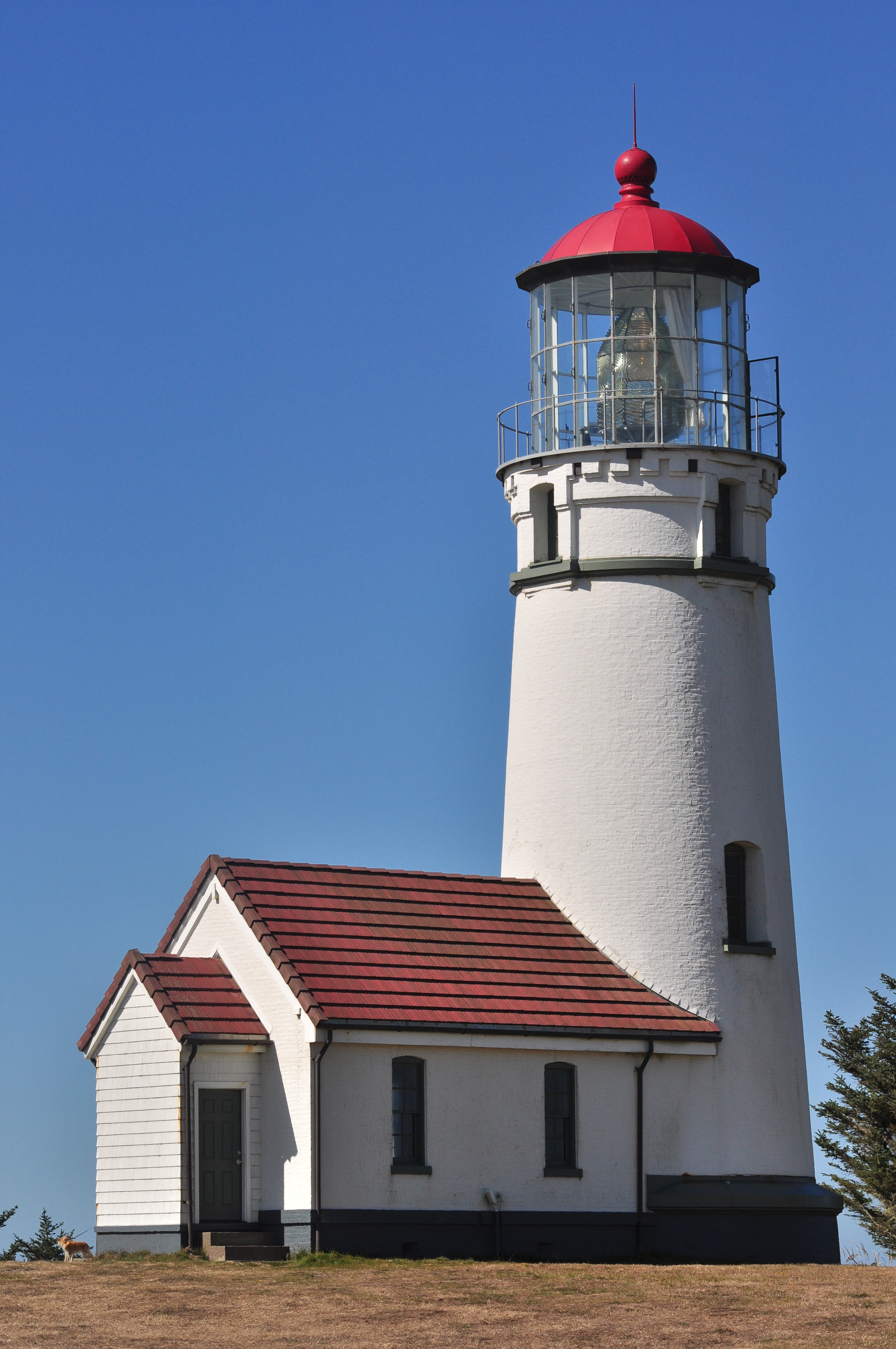
Cape Blanco

## Comté de Curry
- Phare du cap Blanco *
- Phare de Pelican Bay